# Pleasure to Kill
Albums de Kreator
Endless Pain
(1985) Terrible Certainty
(1987)
Pleasure to Kill est le deuxième album studio du groupe de thrash metal allemand Kreator. Il est sorti en mars 1986 sur le label Noise Records et fut produit par Harris Johns et Ralf Hubert.

## Historique
Il fut enregistré début 1986 dans les studios Musiclab de Berlin. Ce fut l'album par lequel le groupe allemand gagna une grande notoriété en tant que valeur sûre dans le milieu du thrash metal underground. Au niveau des paroles, celles-ci suivent la droite lignée de l'album précédent, Endless Pain.
Beaucoup de groupes de death metal citent encore cet album en tant qu'influence. C'est aussi un album considéré comme « culte » dans l’histoire du thrash metal par son approche très brutale et sans concession, cela aux côtés des non moins connus Master of Puppets de Metallica, Reign in Blood de Slayer, Darkness Descends de Dark Angel ou encore Peace Sells... but Who's Buying? de Megadeth, tous sortis en cette année 1986, année faste pour le thrash. Sa réédition en 2017 permettra à l'album de faire une apparition à la 99e place dans les charts allemands.
L'album et notamment le titre "Pleasure to kill" occupe une place dans la série allemande Dark.

## Liste des titres
- Tous les titres sont signés par Mille Petrozza sauf indications

1. Choir of the Damned (Intro) – 1:41
2. Rippin Corpse – 3:36
3. Death Is Your Saviour (Petrozza, Rob Fioretti, Jürgen Reil) – 3:57
4. Pleasure to Kill – 4:10
5. Riot of Violence (Reil, Petrozza) – 4:56
6. The Pestilence – 6:57
7. Carrion (Petrozza, Fioretti, Reil)– 4:48
8. Command of the Blade (Petrozza, Reil) – 3:56
9. Under the Guillotine – 4:37
10. Flag of Hate* (Fioretti, Petrozza) - 3:56
11. Take Their Lives* - 6:27
12. Awakening of the Gods* - 7:30

Les titres marqués d'un astérisque sont les titres bonus des versions rééditées et remastérisées. Ils proviennent de l'EP Flag of Hate sorti la même année que Pleasure to Kill.
Choir of the Damned a été rallongée sur la version CD (la durée citée précédemment dans le track listing). La version présente sur LP est plus courte d'une minute, et il manque l'intro harmonique présente sur la version CD.
Sur cet album, et comme sur Endless Pain, les vocaux sont partagés entre Mille Petrozza et Jürgen Reil. Ce dernier a enregistré les parties vocales de Death Is Your Savior, Riot of Violence et Command of the Blade.
À noter que Michael Wulf, du groupe Sodom, qui est crédité sur l'album en tant que guitariste, n'a rien enregistré avec le groupe, et a juste joué pour un seul concert. Toutes les guitares ont été enregistrées par Mille Petrozza sur le disque.

## Crédits
Musiciens
- Mille Petrozza : guitare, chant
- Jürgen Reil : batterie, chant
- Rob Fioretti - basse

Technique
- Fred Baumgart : photographie
- Ralf Hubert : producteur
- Harris Johns : producteur, ingénieur du son
- Kreator : photographie
- Phil Lawrence : artwork pochette
- Maren Layout : design
- Mille Petrozza : remastering
- Karl-Ulrich Walterbach : producteur exécutif

## Charts
| Pays                      | Durée du classement | Meilleur classement |
| ------------------------- | ------------------- | ------------------- |
| Allemagne (Album Top 100) | 1 semaine           | 99e                 |